# جون إلياس
جون إلياس (بالإنجليزية: John Elias) هو لاعب دوري الرغبي أسترالي، ولد في 10 ديسمبر 1963 في بيروت في لبنان.